# Георги Балтаков
Георги Кирилов Балтаков е български учен географ, геоморфолог.

## Биография
Роден е през 1942 година в родопското село Ковачевица, Неврокопска околия. Завършва Техникума по лесовъдство във Велинград, а след това Геоморфология и картография в Софийския университет. През 1981 г. защитава докторска дисертация на тема „Морфоструктурно засебяване на Ихтиманското Средногорие (основни етапи и съвременни тенденции)“ и става доктор на географските науки на 18 ноември 2003 г. с тема „Неогенска и кватернерна скулптурна геоморфогенеза на източните части на Балканския полуостров“.
Преподава обща геоморфология, кватернерна палеогеография, приложна география, инженерна и екологична геоморфология, кватернерна геология. Води лекционни курсове по геоморфология и география на почвите в Пловдивския университет „Паисий Хилендарски“, филиал Смолян. Чете лекции в Хелзинкския университет, Финландия. В 2010 година се пенсионира.
Членува в няколко научни организации: Българско геологическо дружество (председател на секцията по геоморфология); Българско екологическо дружество – Свищов (научен секретар); Българско географско дружество – член; Национална геоморфоложка комисия към Националния комитет по география – главен секретар.
Член е и на Холоценската комисия към Международната асоциация за кватернерни изследвания към ЮНЕСКО и участва в два международни проекта на асоциацията като национален координатор и координатор за балканските страни. Провежда съвместни изследвания в Северна Гърция и е участва в организирането на два българско-гръцки симпозиума по проблемите на геологията и географията на Родопския масив.
Умира на 6 февруари 2019 година в София.

## По-важни публикации

### Учебници
- Кватернерна геоморфология и палаогеография. С. Унив.изд. Климент Охридски, 1988.
- Кватернерна палеогеография. Варна, Галактика, 2003 (в съавторство с Росица Кендерова).

### Защитени дисертации
- Морфоструктурно засебяване на Ихтиманското Средногорие (основни етапи и съвременни тенденции) Дисертация за придобиване на научната степен“кандидат на географските науки“. С. Софийски университет, 1988.
- Неогенска и кватернерна скулптурна геоморфогенеза на източните части на Балканския полуостров. Дисертация за придобиване на научната степен „доктор на географскитенауки“С.Софийски университет „Св. Климент Охридски“ – 2003.

### Студии и статии
- Типология на склоновите повърхнини в Ихтиманското Средногорие. – Год. СУ, ГГФ, т.68, кн.2, геогр.1975,27 – 33.
- Ендодинамична обусловеност на съвременните морфогенетични процеси в Ихтиманското Средногорие. – Год. СУ, ГГФ, т.69, кн.2, геогр., 1975,31 – 39.
- Екзогенни молфодинамични процеси в Ихтиманското Средногорие. Год. СУ, ГГФ, т.70, кн.2, геогр., 1976, 3042.
- Съвременни морфодинамични процеси в малките водосбори на умерения пояс. – Год. СУ, ГГФ, т.72, кн.2, геогр., 1978,25 – 39.
- Плиокватернерен етап в морфоструктурното развитие на Ихтиманското Средногорие. – Год. СУ, ГГФ, т.71, кн.2, геогр., 1978,35 – 61.
- Съвременни морфодинамични процеси в укрепените водосборина част от южните склонове и подножието на Средна Стара планина. – В: Проблеми на географията в НРБ, т.5. С., Наука и изкуство, 1978,11 – 25.
- Морфоструктурно развитие на Средногорието. Год. СУ, ГГФ, т.73, кн.2, геогр., 1979. (В съавторство с Х.Спиридонов, А.Динев, Н.Петров и В.Калоянова).
- Влияние на пасивната морфотектоника въпху формирането на съвременния релеф на Ихтиманското Средногорие. – Год. СУ,
- Долината на река Джерман в Рила планина през късноледниково време. – Проблеми на географията, 1984, кн.3,47 – 51.
- Морфодинамична класификация на елементарните долонни сисетем във връзка с противоерозионното им укрепяване. Изв. Бълг.геогр.д-во, 1984, кн.22(32) 19 – 26.
- Форми на релефа свързани с механичната суфозия в Плана, Лозенска и Вакарелска планина. – Год. СУ, ГГФ, т.78, кн.2, геогр., 1984,3 – 13.
- Морфодинамична класификация на ембрионалните ерозионни морфосистеми. Год. СУ, ГГФ, т.80, кн.2, геогр., 1986,20 – 28.
- Микрогеоморфоложки изследвания при оценката на природните условия и ресурси. В: Технологични, енергетични и икономически проблеми на околната среда. Свищов, БЕД-ВФСИ“Д.Ценович“, 1987, СВИЕКО-87, 283 – 287.
- Геометрична формализация на релефа във връзка с геоекологичното картиране. В: Технологични, енергетични и r икономически проблеми на околната среда. Свищов,
- ВЕД-ВСФИ“Д.Ценович“СВИЕКО-87. Научни доклади.1987, 354 – 360. \ В съавторство с А.Попов).
- Some typical lateglacial geomorphic phenomena in Rila Mountain. In: Geographica Rhodopica,Vol.1. Kliment Ohridski Univ.Press, 1989,Sofia,191 – 193.\In coll.with V.Mladenova.
- Геоморфоложко картиране и палеогеографски реконструкции при археологически обекти. – Минно дело и геология, 1999, кн.6 – 7 (В съавт.с Р.Кендерова и Е.Фитова).
- Основни черти на палеогеографската адаптация при скулптурната морфогенеза на съвременния геоморфологичен комплекс в България. – Год. СУ, ГГФ, т.97, кн.2, геогр., 2001, 118 – 130.
- Петодика на палеогеографските изследвания при археологическите проучвания. В: География и туризъм. Доклади на научна конференция“Китен – 2000“С., Унив.изд.“Св. Климент Охридски“, 2002,37 – 44. (В сътр.с Р.Кендерова и А.Сарафов).
- Composing a geomorphological map of the Pistiros Region for archeological purposes. In: Pistiros,Vol.II. Praha, King Charles Univ.Press, 2002, 303 – 306[In coll.with R.Kenderova and E.Fitova].
- Субрецентна и съвременна аквално-гравитационна морфогенеза в Горна Арда (Средните Родопи). В: Проблеми и перспективи за развитие на Източните Родопи. Научна конференция, Ардино, септември 2001 г. С. Унив.изд.“Св. Климент Охридски“, 2002,17 – 20.
- Рудиментарен, ембрионален и навеян тип ледници в източната част на Балканския полуостров. Проблеми на географията, 2002, кн.1 – 2,81 – 87.
- Геоморфоложки и почвени изследвания при проучване на археологически обекти. В:Докл. Научн.конфер. в памет на Д.Яранов, т.2. Развитие и състояние на природната среда. с. Геогр.инст. БАН, 2002,86 – 93(В съавт. Р. Кендерова, Б.Бориславов, А.Сарафов).
- Глациална морфолитогенеза във високопланинския пояс на България от купулен тип ледници. – Проблеми на географията, 2003, кн.1 – 2.
- Плейстоценска и холоценска еволюция на бреговата зона на източните части на Балканския полуостров. – Год. СУ, ГГФ, т.96, кн.2, геогр., 2003.
- Basic features of the Latecenozoic evolution of the Mesta valley system on Bulgarian territory. In: Geographica Rhodopica,Vol.1. Sofia, Kliment Ohridski Unib.Press, 1989,14 – 17.\In coll.with I.Choleev|.
- Lateglacial palaeoenvironment and some geomorphic phenomena in the southern parts of Rila Mountain\Rhodope Massif,Soudeasthern Bulgaria|- In:Geographica Rhodopica,Vol.2, Thessaloniki,Aristotle Univ.Press, 1990,13 – 24.\ n coll.with E.Cherkezova|.
- Бележки фърху скулптурната еволюция на южната периферия на Софийската котловина. – Год. СУ, ГГФ, т.81, кн.2, геогр., 1992,72 – 77.
- Palaeoenvironmental hystory of the middle part of North Bulgaria during the Late Pleistocene and Holocene. In: Spatial Publication of the Geological Sociaty of Greece, 1995,No4, 1038 – 1040. (In coll.with Simeon Kostyanev|.
- Следи от късноплейстоценско заледяване в Западна Стара планина. – Гос. СУ, ГГФ, т.87, геогр., 1995,67 – 82(В съавт.с Мимоза Контева).
- За развитието на карста в Старопланинския Искърски пролом. – Спис.?лг.геол.д-во, т.56, кн.3, 1995, 111 – 124(В съавт.с Д.Ангелова, А.Бендерев, И.Илиев, Т.Ненов).
- Latecenozoic evolution of the Mesta\Nestos\ Valley System. ГодСУ, ГГФ, т.90, кн.2, геогр., 1996.(In Coll.with I. Choleev, A. Psilovikos, E. Vavliakis).
- Geomorphological and palaeogeographical environmental conditions of the town of Pistiros (3 – 2 nd century B.C.) – In: Pistiros I.Excavations Studies. Prague, Carles University Press, 1996, 181 – 186. (n coll.with R.Kenderova and E.Fitova).
- Морфогенезис на Раклишкото склоново стъпало.-Проблеми на географията, 1998, кн.3 – 4, 92 – 97(В съавт.с Г.Алексиев и Р.Маринова).
- Проф. Димитър Яранов (1909 – 1962). – Проблеми на географията, 1999, кн.3 – 4, 166 – 175(В съавт.с Д.Стефанова).
- Геоморфологична и неотектонска еволюция на Несебърската депресия. – Год. СУ, ГГФ, т.92, кн.2, геогр., 1999,53 – 74 (Вт.92, кн.2, геогр., 1999,53 – 74 (В съавт.с Ив. Чолеев).
- Димитър Яранов – един забележителен учен с необикновена съдба. – Македонски преглед, т.25, кн.3, 2002,5 – 30(В съавт.с Д.Стефанова).
- Основни черти на палеогеографската адаптация при скулптурната морфогенеза на съвременния геоморфологичин комплекс. – Год. СУ, ГГФ, т.93, кн.2, геогр., 2001, у118-130.
- Рудиментарен, ембрионален и навеян тип плейстоценски ледници в източната част на Балканския полуостров. – Проблеми на географията, 2002, кн.1 – 2.
- Относно палеогеографските изследвания на Средиземноморието и Балканския полуостров в творчеството на Димитър Яранов. – В: Докл. Научна конф.в памет на Д.Яранов, Варна-2002, т.1. Релеф, земна кора и минерални ресурси, С, Геогр.инст. БАН, 2002,40 – 46.
- Плейстоценска и холоценска еволюция на бреговата зона на източните части на Балканския полуостров. – Год. СУ, ГГФ, т.96, кн.2, геогр., 2003.
- Глациална морфолитогенеза във високопланинския пояс на България от купулен тип ледници. – Проблеми на географията, 2003, кн. 1 – 2.
- Субрецентна и съвременна ьквално-гравитационна морфогенеза в поречието на Горна Арда (Средните Родопи). – В: Проблеми и перспективи за развитието на Източните Родопи. Научна конференция, Ардино, септември 2001. С., Унив.изд.“Св. Климент Охридски“, 2002, 17 – 21.
- Composing a geomorphological map of the Pistiros Area for archeological purposes. – Pistiros, Vol.II. Praha, King Charles University Pressq2003, 303 – 306\In coll.with R.Kenderova and E.Fitova\.